# MBD2
MBD2 (англ. Methyl-CpG binding domain protein 2) – білок, який кодується однойменним геном, розташованим у людей на короткому плечі 18-ї хромосоми. Довжина поліпептидного ланцюга білка становить 411 амінокислот, а молекулярна маса — 43 255.
| 10         |  | 20         |  | 30         |  | 40         |  | 50         |
| ---------- |  | ---------- |  | ---------- |  | ---------- |  | ---------- |
| MRAHPGGGRC |  | CPEQEEGESA |  | AGGSGAGGDS |  | AIEQGGQGSA |  | LAPSPVSGVR |
| REGARGGGRG |  | RGRWKQAGRG |  | GGVCGRGRGR |  | GRGRGRGRGR |  | GRGRGRPPSG |
| GSGLGGDGGG |  | CGGGGSGGGG |  | APRREPVPFP |  | SGSAGPGPRG |  | PRATESGKRM |
| DCPALPPGWK |  | KEEVIRKSGL |  | SAGKSDVYYF |  | SPSGKKFRSK |  | PQLARYLGNT |
| VDLSSFDFRT |  | GKMMPSKLQK |  | NKQRLRNDPL |  | NQNKGKPDLN |  | TTLPIRQTAS |
| IFKQPVTKVT |  | NHPSNKVKSD |  | PQRMNEQPRQ |  | LFWEKRLQGL |  | SASDVTEQII |
| KTMELPKGLQ |  | GVGPGSNDET |  | LLSAVASALH |  | TSSAPITGQV |  | SAAVEKNPAV |
| WLNTSQPLCK |  | AFIVTDEDIR |  | KQEERVQQVR |  | KKLEEALMAD |  | ILSRAADTEE |
| MDIEMDSGDE |  | A          |  |            |  |            |  |            |

A: Аланін

C: Цистеїн

D: Аспарагінова кислота

E: Глутамінова кислота

F: Фенілаланін

G: Гліцин

H: Гістидин

I: Ізолейцин

K: Лізин

L: Лейцин

M: Метіонін

N: Аспарагін

P: Пролін

Q: Глутамін

R: Аргінін

S: Серин

T: Треонін

V: Валін

W: Триптофан

Кодований геном білок за функцією належить до фосфопротеїнів. 
Задіяний у таких біологічних процесах, як транскрипція, регуляція транскрипції, альтернативний сплайсинг. 
Білок має сайт для зв'язування з ДНК. 
Локалізований у ядрі.